# Johanna Nešlehová
Johanna G. Nešlehová (née le 26 juillet 1977) est une statisticienne mathématique tchèque qui travaille au Canada à l'Université McGill en tant que professeur au département de mathématiques et de statistiques. Ses sujets de recherche comprennent les copules, la théorie des valeurs extrêmes, les statistiques multivariées et la risque opérationnel,.

## Formation et carrière
Nešlehová est originaire de Prague, fille du peintre Pavel Nešleha et de l'historienne de l'art Mahulena Nešlehová (cs). Elle étudie à l'université Charles, à l'université de Hambourg et à l'université d'Oldenbourg, obtenant un diplôme (vordiplom) de l'université de Hambourg en 1999, une maîtrise de l'université de Hambourg en 2000 et un doctorat de l'université d'Oldenbourg en 2004. Sa thèse, intitulée Dependence of Non-continuous Random Variables (Dépendance des variables aléatoires non continues), est supervisée par Dietmar Pfeifer (de).
Après avoir travaillé comme chercheuse postdoctorale et chargée de cours Heinz Hopf à l'ETH Zürich, elle rejoint le corps professoral de l'Université McGill en 2009. Depuis octobre 2022, elle est également professeure à l'université d'économie et de commerce de Vienne (en). 

## Livre
Avec Erhard Cramer, Nešlehová est l'auteure d'un manuel de premier cycle en langue allemande sur l'introduction aux mathématiques, Vorkurs Mathematik: Arbeitsbuch zum Studienbeginn in Bachelor-Studiengängen (Springer, 2005 ; 7e éd., 2018),. 

## Distinctions
Nešlehová est élue membre de l'Institut international de statistique en 2011. En 2020, elle est nommée Fellow de l'Institut de statistique mathématique,.
Elle est lauréate 2019 du Prix CRM-SSC de statistique « pour ses contributions fondamentales aux statistiques multivariées, et en particulier la modélisation de la dépendance stochastique et la théorie des valeurs extrêmes, et pour ses efforts visant à promouvoir la bonne application des statistiques dans la gestion des risques ». 
En 2023, Nešlehová esr la deuxième statisticienne (après Nancy Reid en 1995) à recevoir le prix Krieger-Nelson décerné par la Société mathématique du Canada,. 

## Vie privée
Nešlehová est mariée au statisticien Christian Genest. 